# Cantó de Fère-Champenoise
El cantó de Fère-Champenoise és un cantó francès del departament del Marne, situat al districte d'Épernay. Té 18 municipis i el cap és Fère-Champenoise.

## Municipis
- Angluzelles-et-Courcelles
- Bannes
- Broussy-le-Grand
- Connantray-Vaurefroy
- Connantre
- Corroy
- Courcemain
- Euvy
- Faux-Fresnay
- Fère-Champenoise
- Gourgançon
- Haussimont
- Lenharrée
- Marigny
- Montépreux
- Ognes
- Thaas
- Vassimont-et-Chapelaine

## Història
| Data d'elecció                           | Identitat           | Partit        | Qualitat |
| ---------------------------------------- | ------------------- | ------------- | -------- |
| 1945-1949                                | Georges Royer       | FN            |          |
| 1949-1955                                | Lucien Massin       | Divers droite |          |
| 1955-1967                                | Georges Royer       | radical       |          |
| 1967-1979                                | Jean Amelin         | RPR           |          |
| 1979-1985                                | Claude Hardy        | Divers gauche |          |
| 1985-1996                                | Jacques Charpentier | RPR           |          |
| 1996-2011                                | Claude Hardy        | Divers gauche |          |
| 2011-                                    | Gérard Gorisse      | Divers droite |          |
| les dades anteriors no són pas conegudes |                     |               |          |
|                                          |                     |               |          |

## Demografia
| A partir de 1990: Població sense dobles comptes |